# Hotel Mir
Das Hotel Mir (ukrainisch готель Мир, russisch Гостиница Мир Gostiniza Mir) ist ein 3-Sterne-Hotel im Rajon Holossijiwin der ukrainischen Hauptstadt Kiew. Das am Holossijiwskyj-Prospekt gelegene Gebäude wurde zwischen 1961 und 1977 in mehreren Abschnitten erbaut. Der Gebäudekomplex stellte in den 1980er und 1990er Jahren die bauliche Dominante der hier platzartig aufgeweiteten Straße dar.

## Geschichte
In den Jahren 1961 bis 1963 wurde der erste Teil des heutigen Hotelkomplexes errichtet. Dabei handelt es sich um einen liegenden Quader mit einer Höhe von sechs Stockwerken und einer Fassadenlänge von 80 m. Der untere, zweistöckige Teil nimmt die Empfangs- und Verwaltungsräume sowie ein Restaurant auf, der obere, vierstöckige Teil die insgesamt 136 Gästezimmer mit 250 Betten. Konstruktiv besteht der untere, leicht vorspringende Teil aus einer Rahmen-Felder-Konstruktion mit einer Spannweite von 7,5 m, die verglast und mit Naturstein verkleidet ist. Die vier oberen Geschosse bestehen aus vorgefertigten Betonfertigteilen. Äußerlich werden sie durch die großzügig verglasten Fensterbänder, die durch schmale Pfeiler unterbrochen werden, und die durchlaufenden Geländer gegliedert. Die vertikalen Komponenten werden durch raumhohe Pilaster und die Fensterrahmen betont. Erschlossen werden die Gästezimmer durch einen zentralen Korridor.
Der zwischen 1975 und 1977 erbaute und 1978 eröffnete zweite Teil des Komplexes besteht aus einem 16-stöckigen Hochhaus sowie aus einem zweistöckigen und einem dreistöckigen Flachbau. Verbunden sind die beiden Teile durch einen überdachten Übergang auf Höhe des zweiten Stockwerkes. Dieser war ursprünglich verglast, ist aber seit 1991 mit Kunststoff verkleidet.
Das Hochhaus nimmt die 211 Gästezimmer mit 516 Betten auf. Im Risalit an der der Straße zugewandten schmalen Fassade befinden sich die Fahrstühle und Treppenhäuser. Die vertikale und horizontale Gliederung des Baukörpers wird durch die plastisch hervortretenden Faschen erreicht.
Während der zweistöckige Flachbau die Lobby und Empfangsräume aufnimmt, befinden sich im dreistöckigen Gebäudeteil zwei Säle mit 224 und 250 Plätzen, ein Bankettsaal mit 50 Plätzen, ein Café und eine Bar. Die vertikale Gliederung wird hier durch stark hervortretende Risalite erzielt, die im Kontrast zu den bullaugenförmigen Fenstern stehen.
Das Hotel war wiederholt Gegenstand von Eigentumsstreitigkeiten und Gerichtsverfahren. 1996 wurde der Hotelkomplex privatisiert und seitdem von der börsenorientierten Aktiengesellschaft „Kiewer Hotel Mir“ betrieben, die jedoch 2012 in Insolvenz ging. Bereits zu diesem Zeitpunkt wurde der Gebäudekomplex nicht mehr als Ganzes verwaltet, sondern war zwischen verschiedenen Eigentümern aufgeteilt. Seit 2018 wird in Teilen des Hochhauses wieder ein Hotel betrieben, während sich im älteren Teil zahlreiche Geschäfte, Dienstleistungsfirmen und medizinische Einrichtungen niedergelassen haben.